# Monika Maciejewska
Monika Katarzyna Maciejewska (Varsovia, 22 de mayo de 1970) es una deportista polaca que compitió en esgrima, especialista en la modalidad de espada.
Ganó cuatro medallas en el Campeonato Europeo de Esgrima entre los años 1997 y 2000. Participó en los Juegos Olímpicos de Barcelona 1992, ocupando el octavo lugar en la prueba por equipos.

## Palmarés internacional
| Campeonato Europeo | Campeonato Europeo | Campeonato Europeo | Campeonato Europeo |
| Año                | Lugar              | Medalla            | Prueba             |
| ------------------ | ------------------ | ------------------ | ------------------ |
| 1997               | Gdansk (Polonia)   | Medalla de bronce  | Espada individual  |
| 1998               | Plovdiv (Bulgaria) | Medalla de bronce  | Espada individual  |
| 1998               | Plovdiv (Bulgaria) | Medalla de bronce  | Espada por equipos |
| 2000               | Funchal (Portugal) | Medalla de bronce  | Espada individual  |